# Gebietscharakter
Gebietscharakter ist ein Begriff aus dem deutschen Bau- und Planungsrecht.
Bei der Bebaubarkeit im unbeplanten Innenbereich nach § 34 Abs. 2 Baugesetzbuch (BauGB) ist „auf den sich aus den örtlichen Verhältnissen ergebenden besonderen Gebietscharakter des konkreten Baugebiets abzustellen“.
Nach der Rechtsprechung des Bundesverwaltungsgerichts (BVerwG) können Nachbarn sich gegen einen Bau aus Vorschriften zur Art der baulichen Nutzung berufen, um den Gebietscharakter zu erhalten, unabhängig davon, ob sie durch den Bau (sonst) tatsächlich beeinträchtigt werden.
Eine Beschränkung des Gebietcharakters erstreckt sich jedoch auf die Qualität (Wohngebiet; Mischgebiet; etc.) nicht die Quantität von dessen Nutzung. Eine Beschränkung auf ein Ein- oder Zweifamilienhausgebiet ist im Ausmaß der planenden Gemeinde vorbehalten und ergibt sich nicht per se aus der faktischen bisherigen Bebauung.
So kann ggf. auch ein Mehrfamilienhaus in ein bisheriges Ein- und Zweifamilienhausgebiet eingefügt werden; wobei jedoch im Einzelfall „Quantität in Qualität umschlagen, mithin die Größe einer baulichen Anlage die Art der baulichen Nutzung erfassen“ kann, sodass „die Größe einer baulichen Anlage die Art der baulichen Nutzung erfassen kann“, wenn das Ausmaß der Nutzung grob erweitert werden soll.
Der Gebietscharakter (§ 34 BauGB) orientiert sich an der Bebauung der Umgebung. Der Gebietscharakter kann durch verschiedene Merkmale geprägt sein. Nach § 34 sind es Art und Maß der baulichen Nutzung, die Bauweise und die Grundstücksflächen, die überbaut werden sollen. Hier gilt für Vorhaben das Einfügungsgebot in die nähere Umgebung, den sog. Einfügungsrahmen. Der ist für die Art der Nutzung größer zu ziehen als für das Maß der Nutzung.
Gestalterische Merkmale der Nachbarbebauung wie Dachformen und Fassadengestaltung, die im Bebauungsplan auch festgesetzt werden könnten, sind nach § 34 BauGB nicht geregelt (dies wird in der Praxis zwar oft durch die Planungsbehörden versucht, ist jedoch in der Regel nicht zulässig).
Die Art der baulichen Nutzung ist nach den in der näheren Umgebung vorhandenen Nutzungen zu bewerten, es sei denn, das Gebiet lässt sich nach seiner Eigenart einem der in der BauNVO beschriebenen Gebiete (zum Beispiel Allgemeines Wohngebiet WA) zuordnen. Dann gilt für die Zulässigkeit der entsprechende Paragraph der BauNVO direkt. Dies gilt ausschließlich für die Art der baulichen Nutzung.
Das Maß der baulichen Nutzung bezieht sich auf die Höhen der Bebauung, die Kubatur sowie auf die Dichte der Grundstücksausnutzung (Geschossfläche und überbaute Grundstücksfläche).
Die Bauweise regelt, ob mit Abstandfläche gebaut werden muss oder ob Gebäude grenzständig zu errichten sind.
Die Grundstücksflächen, die bebaut werden sollen, umschreiben die bebaubaren Flächen, hier ist meist die Entfernung zur öffentlichen Straßenverkehrsfläche das Kriterium.
Ist ein Baugebiet inhomogen, dann ist entsprechend viel Flexibilität möglich. Ist in einem Gebiet allerdings eine Nutzung hinsichtlich der beschriebenen Kriterien ein Ausreißer, so ist er atypisch und kann nur dann prägen und somit eine entsprechende Zulässigkeit für andere Grundstücke begründen, wenn er zum Beispiel wegen seiner Größe die Umgebung dominiert.
Wichtig ist der Gebietscharakter bei der Zulässigkeit der baulichen Nutzung nach der Baunutzungsverordnung (BauNVO). Beispielsweise auch bei der Zulässigkeit von Ausnahmen. So lässt zwar § 4 Abs. 3 BauNVO bestimmte Ausnahmen von reiner Wohnnutzung in allgemeinen Wohngebieten zu. Ob aber zum Beispiel ein Zustellstützpunkt der Deutschen Post als „Anlage für Verwaltungen“ (§ 4 Abs. 3 Nr. 3 BauNVO) in einem allgemeinen Wohngebiet zulässig ist, hängt davon ab, ob diese spezielle Nutzung mit dem Gebietscharakter als allgemeines Wohngebiet zu vereinbaren ist. Wegen der Gefährdung des gebietspezifischen Ruhebedürfnisses durch Verkehr ist dies im Beispiel nicht der Fall.
Auch bei der Eingriffsregelung in Deutschland wird der Gebietscharakter berücksichtigt.